# Späddaggkåpa
Späddaggkåpa (Alchemilla filicaulis) är en apomiktisk biart till vanlig daggkåpa.
Synonym Alchemilla vulgaris minor.

## Variant
En variant av späddaggkåpa kallas vindaggkåpa (Alchemilla vulgaris minor var vestita (Bus) Gams med synonymen Alchemilla vestita (Bus) Raunk.

## Etymologi
- Alchemilla kommer av att man förr i tiden trodde att den lilla vattendroppe man tidigt på morgonen kan se i bladens mitt, var en viktig ingrediens för alkemisterna. I själva verket är vattendroppen, växtens namn till trots, inte dagg, utan ett resultat av guttation.
Ordet alchemilla kan härledas från arabiska al kemelyeh = kemi [1]
- Filicaulis är en sammansättning av latin filum = tråd, och caulis = stjälk. Detta kan uttolkas som med späd stjälk.
- Minor är latin för mindre.
- Vestita kommer av latin vestio = klädd och avser håren på stjälken. Det kan här översättas med behårad eller hårig.
- Vulgaris betyder  vanlig, av latin vulgur = folk, allmänheten.